# Tanjungsari (Suko Manunggal)
Tanjungsari is een bestuurslaag in het regentschap Soerabaja van de provincie Oost-Java, Indonesië. Tanjungsari telt 14.025 inwoners (volkstelling 2010).